# Хотел „Ројал” у Сенти
Хотел „Ројал“ у Сенти непокретно је културно добро од великог значаја Републике Србије. Саграђен је према пројекту сегединског архитекте Еде Мађара око 1908. године. Налази се у центру Сенте, на Главном тргу, у непосредној близини обале Тисе.

## Историјат зграде
Зграда је грађена са наменом да буде хотел. И док су се власници зграде мењали, намена јој је до данас остала иста. Првобитни власник је непознат, али у периоду од 1931. до 1941. године, била је у власништву Предрага Цуцина, који је био власник и хотела Америка у Сенти, зграде у којој је сада Дом здравља. Од 1944. године, хотел је у власништву државе. Током 1967. године, хотел је рестауриран, али је овом рестаурацијом нарушен његов оригинални изглед. 1990. године, у пожару који је захватио хотел, изгорео је кров и део првог спрата. Рестаурацијама 1990. и 2000. хотелу је враћен његов првобитни сјај.

## Изглед зграде
Еде Мађар, следбеник познатог мађарског архитекте Еден Лехнера, пројектовао је ову зграду у духу мађарске сецесије. Хотелом доминира улазни асиметрично постављен ризалит. Ризалит је богато декорисан и са четири елегантна пиластра носи мансардно кровиште. Зидни платани обликовани су плитким ширим пиластрима који се завршавају атиком. Преосталу пластику чини флорална орнаментика на атикама која се тракасто продужава на пиластре и геометријска профилација кровног венца.
Сликари Јожеф Ач и Јожеф Бенеш осликали су фреску у унутрашњости хотела, поред рецепције, на којој је приказан Тиски цвет биолошки раритет везан за ово подручје.
Конзерваторски радови изведени су 1967., 1990. и 2000.